# Davide Sapienza
Davide Sapienza (Monza, 23 giugno 1963) è uno scrittore, traduttore e giornalista italiano.

## Biografia
Davide Sapienza inizia a lavorare nell'editoria musicale come autore di libri rock, conduttore radiofonico (Radio Popolare), critico musicale, nel 1984. Ha scritto per le principali riviste musicali specializzate, è stato inviato da Milano per Il Tirreno e ha curato per RAI DSE la sezione "Parole e Musica" al programma Tortuga (1993-1994). Altre collaborazioni includono La Stampa, La Rivista della Montagna, GQ Italia, Diario. Attualmente è collaboratore del Corriere della Sera (Bergamo) come editorialista e autore di reportage. Ha collaborato 10 anni con Arcana Editrice di Milano, come traduttore, curatore, consulente editoriale: tra i libri da lui curati i più noti sono dedicati agli U2, Simple Minds, Waterboys, Neil Young, Nirvana, Frank Zappa, Smashing Pumpkins, Jimi Hendrix . Dal 1996 al 2004 è stato label manager italiano della Rykodisc (poi Palm Pictures/Rykodisc), ottenendo due premi alla carriera al Club Tenco (Bruce Cockburn e Norma Waterson), lavorando con personaggi come Robert Wyatt e Joe Boyd. Da ricordare il disco d'oro con i Cousteau (in licenza Nun Ent.). Tra il 1985 e il 1998 collabora con Buscadero, Il Mucchio, Velvet, Musica! di Repubblica, Musica&Dischi, Radio Popolare. Nel 1984 fonda (insieme a Giuseppe Calegari) e dirige Fire, rivista indipendente inizialmente dedicata agli U2.
Tra gli interessi principali in questa prima fase professionale spicca quello per i temi legati ai nativi americani. Cura le edizioni italiane di libri di poeti come John Trudell e Lance Henson, per i quali presenta alcune reading pubbliche, e organizza il primo tour italiano di Trudell, che seguirà anche in veste di label manager per Rykodisc.
Nel 1998 lascia il giornalismo musicale per dedicarsi alla scrittura e al viaggio attivo (camminando territori anche con gli sci da escursionismo e viaggiando in bicicletta) come forma di esplorazione geografica e interiore. La sua narrativa - ispirata al rapporto con la natura e il territorio, prendendo a modello scrittori come Barry Lopez - si sviluppa nel corso di alcuni intensi anni di attività lontano dai media. Il debutto letterario porta il titolo di I Diari di Rubha Hunish, (settembre 2004, in e book, con fotografie dell'autore e un racconto inedito, nel luglio 2014 e infine in versione "redux" nel marzo 2017). Con una serie di conferenze e reading musicali insieme alla moglie Cristina Donà (lo spettacolo si chiama Il Suono del Cammino), parte la seconda parte della sua storia professionale che vede anche il ritorno al giornalismo: reportage da luoghi remoti del pianeta, per Specchio (La Stampa) e altre testate; ma sempre senza dimenticare la musica, come poi evidenziato dal suo ritorno a una pubblicazione rock nel 2019 con Attraverso Le Terre Del Suono.
Dopo un viaggio del 2006 nelle terre del Nord del Canada (Yukon), sulle tracce di Jack London, cura una versione del racconto londoniano To build a fire, Preparare un fuoco, traduce il libro di Dick North Il marinaio nella neve. Jack London e il Grande Nord. Questa attività di studi londoniani - che lo porta a essere invitato dalla American Literature Association in California nel 2007 - prosegue con altre nuove traduzioni che lo fanno conoscere come studioso e traduttore del grande scrittore statunitense. Dal 2010 Marco Paolini, utilizza la traduzione di Preparare un fuoco come fulcro dello spettacolo Ballata di Uomini & Cani. Nel 2006, dopo una spedizione invernale in Norvegia (traversata con sci del Dovrefjell) arriva il viaggio in Nunavut, dove risiede presso una famiglia Inuit, proseguendo su uno dei suoi temi più studiati, ovvero quello delle terre artiche, della loro cultura e dell'esplorazione, sulla traccia di libri come Sogni Artici di Barry Lopez, del quale ha anche curato Resistance (2008), Una geografia profonda (2014) e la storia edita da Harper's nel 2013 Frammento di cielo (2014, ebook edito da Feltrinelli Zoom), sconvolgente rivelazione e analisi legata agli abusi sessuali subiti durante l'infanzia dall'autore.
Dopo l'edizione limitata di Taivitii (foto e testi poetici che fanno parte di un lavoro di ricerca visiva e letteraria), nel 2007 pubblica La Valle di Ognidove, romanzo-viaggio di luoghi reali e immaginari a cui viene dedicato un apposito sito internet. L'idea dell'Ognidove ispirerà il regista svizzero Fabio Calvi a girare il documentario La sapienza di Davide. Parole in cammino, in onda per la prima volta il 5 aprile 2009 sulla Tv Svizzera Italiana. Il libro La Valle di Ognidove segna anche la nascita della collaborazione con il cantautore e chitarrista Francesco Garolfi, insieme al quale realizzerà i reading musicali La stagione di Ognidove e  Il signor Loci, presumo?, oltre all'ideazione dell'album di Garolfi 1968: Odissea nel Rock. Nel 2014, alla performance dedicata a Jack London Il richiamo di Zanna Bianca e per la quale Garolfi scrive le canzoni strumentali raccolte nel cd Wild di accompagnamento alla lettura. La performance farà parte della settimana dedicata al centenario della scomparsa del grande scrittore californiano presso il Teatro Miela di Trieste, con la direzione artistica del regista, già direttore della Civica Scuola di Teatro Paolo Grassi di Milano, Massimo Navone e di Sapienza.

Con l'intensificarsi di viaggi, reportage e performance letterarie-musicali , gli studi londoniani fruttano un importante invito, da parte della American Literature Association per una conferenza sul Naturalismo a Newport Beach in California, dove presenta il saggio, "Who Killed The Italian Wilderness?", poi pubblicato in italiano sulla rivista universitaria statunitense The Waters of Hermes. In California, Sapienza visita la fattoria di Jack London e incontra il nipote Milo Shepard.

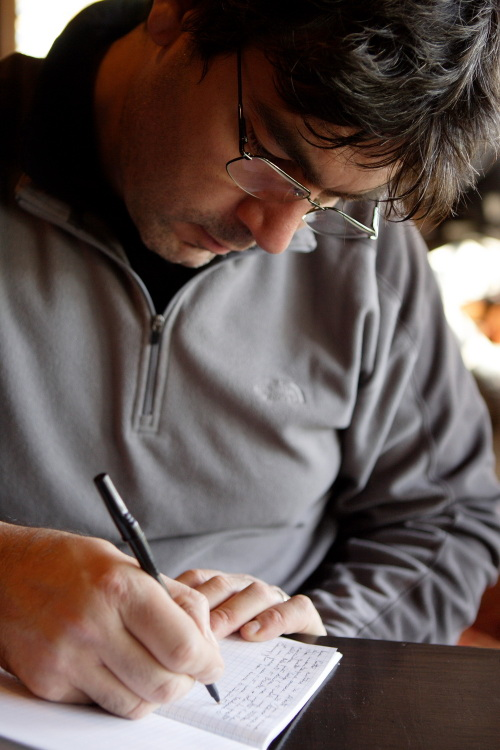
Davide Sapienza nel 2008

La spedizione nell'artico norvegese del febbraio 2008, precede varie conferenze sul mondo artico e il popolo Inuit. Il libro La Valle di Ognidove, nel frattempo, fa scegliere all'autore di presentarlo con letture all'aperto accompagnate da passeggiate con l'autore (che nel tempo diventeranno i cammini geopoetici), un modo di operare che lo vede tra i primi autori a fare questa scelta e che porterà negli anni a presentare anche in Norvegia e in Lussemburgo. Negli stessi anni Sapienza è coinvolto in due lavori importanti; il primo è la co-sceneggiatura del documentario Scemi di guerra di Enrico Verra, trasmesso il 25 aprile 2008 per Sky su History Channel (poi edito in DVD da Istituto Luce, 2011). Il documentario racconta gli effetti devastanti della guerra di trincea sulla psiche dei soldati durante la prima guerra mondiale e riceve recensioni molto positive (come quella di Aldo Grasso sul Corriere della Sera). Il secondo lavoro è la cura dell'apparato critico del grande classico di Jack London, Martin Eden, per gli Oscar Classici Mondadori.
Nell'ottobre 2008 torna in Canada, per un lungo e articolato viaggio tra Québec e Columbia Britannica, dove visita la wilderness pressoché sconosciuta in Europa della Flathead Valley. Il racconto di questo viaggio, uscito su GQ, verrà inserito nell'edizione 2011 de I Diari di Rubha Hunish). L'esperienza porta al primo libro a quattro mani: Tremilachilometri a mano, raccolta di riflessioni poetiche ispirate alle fotografie di Andrea Aschedamini, collaborazione che proseguirà con i volumi firmati dalla coppia L'invisibile canto del silenzio (2010) e Le Orovie (2011), dove i testi di Davide sono tutti scritti a mano.
Tornato dal Canada, inizia il lavorare per La Strada Era L'Acqua (2010, nuova edizione 2015), mentre già a fine febbraio del 2009 pubblica Il cacciatore di anime di Jack London: due racconti junghiani scritti dopo che London - negli ultimi mesi di vita – aveva scoperto le opere del celebre psicanalista Carl Gustav Jung. Con l'uscita del Martin Eden (accolto da recensioni positive, tra cui quella di Goffredo Fofi su Avvenire, che definisce Sapienza un innovativo studioso londoniano), a fine marzo, per il Circolo dei Lettori di Torino, Davide Sapienza cura la prima manifestazione in Italia dedicata a Jack London, I giorni di Jack: tre giorni di eventi con ospiti quali Vinicio Capossela, impegnato in una lettura musicale su testi londoniani, e con la reading musicale assieme a Francesco Garolfi, Il Silenzio Bianco. Dopo l'uscita di La strada era l'acqua  e del manuale di scrittura creativa, redatto con Franco Michieli, Scrivere la natura (2012), il 2012 viene dedicato alla diffusione della tematica sui diritti della natura attraverso conferenze, incontri pubblici e la traduzione del volume di Cormac Cullinan I Diritti della Natura. Wild Law.  Arriva poi la revisione di I Diari di Rubha Hunish, con l'aggiunta di inediti e un'appendice che include i migliori reportage e saggi scritti tra il 2005 e il 2009. La tematica del camminare passa attraverso un'importante pubblicazione per la rivista statunitense Words Without Borders dove scrive un racconto dedicato al trekking urbano di Milano, già edito in italiano per la rivista GQ e realizzato con il geografo ed esploratore Franco Michieli, che verrà tradotto e incluso nella parte II di Camminando (2014 e 2015 in ebook). Nel 2009, Sapienza (con Erri De Luca, Marco Aime, Eraldo Affinati) contribuisce con Il futuro della Natura al volume  curato dal poeta e filosofo Italo Testa, Pensieri viandanti. L'etica del camminare.
Nel 2010 oltre a La strada era l'acqua, esce L'invisibile canto del silenzio per EDUCatt (laboratorio editoriale dell'Università Cattolica di Milano), ispirato a una permanenza, con il fotografo Aschedamini, presso l'Abbazia di Chiaravalle. Sul fronte degli studi londoniani e polari, escono La strada. Diario di un vagabondo, in cui Sapienza inserisce i diari inediti di un giovane Jack London nell'edizione del suo classico "road book" del 1907, John Barleycorn. Memorie alcoliche. Lavoro più particolare è il ritorno in libreria, dopo mezzo secolo, del volume La spedizione della Fram di Fridtjof Nansen, il grande esploratore polare e scienziato, Premio Nobel per la Pace nel 1922. Nel febbraio 2011 esce la sua traduzione e curatela del classico di Jack London Il richiamo della foresta di Jack London, nella quale compaiono anche i racconti Preparare un fuoco (in nuova traduzione) e Bâtard.
Nell'aprile 2011,  con RSI (Tv Svizzera Italiana), scrivendo insieme al fratello Guido, per la regia di Roberto Minini-Meròt il testo per un servizio sulla città dell'Aquila, La democrazia del camminare. Dopo il Premio Pigna d'Argento a Bormio nell'estate del 2011, arriva  La musica della neve. Piccole variazioni sulla materia bianca (Ediciclo Editore). Un viaggio reale e profondo nella neve, elemento naturale amato, che diventa la performance, con musiche del polistrumentista Giuseppe Olivini La musica delle neve.experience (poi pubblicata in cd limited edition nel 2013).

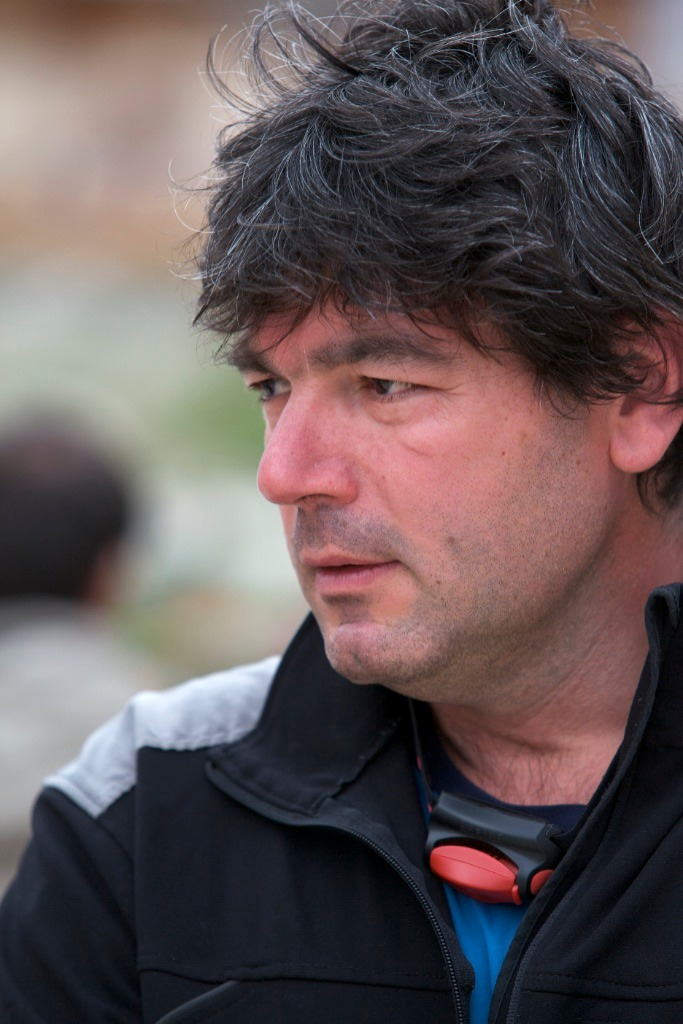
Davide Sapienza, 2010

Nel 2013, spicca la traduzione e cura dell'unico romanzo di Edgar Allan Poe Le avventure di Gordon Pym (Feltrinelli). Nel novembre 2013, viene invitato a collaborare con il dorso bergamasco (dove RCS ha aperto una redazione l'anno precedente) del Corriere della Sera, che verso la fine del 2019 sta per arrivare a 300 uscite consecutive.
Nel 2014 pubblica tre volumi di Jack London, Zanna Bianca (Feltrinelli), I Diari dell'Apocalisse (Piano B Edizioni), L'orribile bruto (Transeuropa). Di particolare rilevanza è la cura e la traduzione dell'antologia italiana concordata con l'autore, Una geografia profonda. Scritti sulla Terra e l'immaginazione (Galaad Edizioni) di Barry Lopez, mentre per ERSAF esce il volume La Via dei Silter. Camminare nello spazio, respirare nel tempo (ERSAF) insieme a Franco Michieli. L'opera, dedicata a un nuovo cammino lungo 80 km tracciato dagli autori nell'Area Vasta Valgrigna in Lombardia, è il frutto di un lavoro durato due anni sul grande territorio a esplorare, rilevare tracciati, fotografare, prendere appunti, immaginare. La Via dei Silter verrà proposto dalla prestigiosa pubblicazione Meridiani Montagne, nel 2017, come uno dei cinque nuovi cammini italiani più interessanti.
La scrittura, i viaggi, i cammini geopoetici, le performance, sono dal 2012 frutto anche della collaborazione con l'officina creativa ALPES,  esempio unico in Italia di un lavoro concertato con i propri autori, che per Sapienza si concentra molto sui cammini geopoetici. Nel 2016, uno di questi cammini sarà presentato al festival letterario norvegese, nel Nordland, a Bodo, Det Vilde Ord. Lì nasce l'invito per una prima residenza dal Nordland Nasjonal Parksenter dove inizierà un lavoro che prosegue ancora oggi e che ha portato il suo nome ad apparire tra i partner europei per il progetto Bodo2024, città europea della cultura.
Il 5 novembre 2014 esce Camminando (in ebook dal maggio 2015), ispirato a un viaggio in Scozia e seguito da diverse cammini geopoetici che proseguono con crescente successo. Il 10 ottobre 2015 a Torino riceve il riconoscimento Le ghiande di Cinemambiente, istituito per la 18ª edizione del prestigioso film festival piemontese dedicato all'ecologia. Nel 2016, esce la prima raccolta di poesie Il Durante Eterno Delle Cose (solo in ebook per Feltrinelli Zoom Poesia). Mentre le attività con ALPES, i cammini geopoetici, il giornalismo, proseguono, è del 2017 - dopo la pubblicazione di un'edizione definitiva de I Diari di Rubha Hunish (con illustrazioni e postfazione di Tiziano Fratus) l'uscita del racconto geopoetico La vera storia di Gottardo Archi per la collana Genius Loci dell'editore Bolis 1833 di Bergamo, primo testo di impianto dichiaratamente geopoetico pubblicato da Sapienza, ispirato alle Mura veneziane della città dei Mille (Patrimonio UNESCO dal 2017). Già dal dicembre 2017, con il debutto alla rassegna bresciana Alture, Davide insieme al jazzista Gabriele Mitelli (consacrato da Musica Jazz talento italiano del 2017), inizia una nuova performance letteraria-musicale, La parola selvatica (il suono), che debutta per la prima volta in versione completa a Milano il 24 marzo 2018.
Nel marzo 2019 Sapienza pubblica Il Geopoeta. Avventure nelle Terre della Percezione, volume che conclude il ciclo narrativo iniziato  nel 2004 da I Diari di Rubha Hunish. Otto mesi dura The Geopoetic Tour, con presentazioni e cammini geopoetici (come quelli della rassegna inaugurata nel 2018, Nel Cuore della Montagna, a cura del Sistema Bibliotecario Valle Seriana e di Alpes) in Italia e in Norvegia, ancora al festival Det Vilde Ord. Mentre il suo nome e la geopoetica sono inclusi in uno dei progetti di ARCTICULATION, il progetto della città artica di Bodø che vale la proclamazione a capitale europea della cultura per l'anno 2024. Con Il Geopoeta che annuncia anche, in uno dei suoi capitoli, l'arrivo della nuova performance musicale letteraria, la cui direzione musicale è affidata al musicista e storico del rock Marco Grompi. Attraverso Le Terre Del Suono diventa anche il titolo del volume che esce il 22 novembre 2019 per Edizioni Underground?, ritorno a un volume dedicato alla musica dopo ventidue anni.

## Opere

### Narrativa
- I Diari di Rubha Hunish. Brevi saggi sull'interruzione del pensiero in viaggio, BaldiniCastoldiDalai Ed, Milano, 2004 ISBN 88-86475-63-2
- La musica della neve, Ediciclo Editore (2011)
- La Strada Era L'Acqua, Galaad Edizioni 2010, LubrinaBramani Editore (2015)
- Camminando, Lubrina Editore, novembre 2014, ebook Feltrinelli Zoom (2015)
- I Diari di Rubha Hunish. Brevi saggi sull'interruzione del pensiero in viaggio, Lubrina Editore (2017)
- La vera storia di Gottardo Archi, Bolis Edizioni (2017)
- L'uomo del Moschel, Bolis Edizioni (2018)
- Il Geopoeta. Avventure nelle terre della percezione, Bolis Edizioni (2019)
- La Valle di Ognidove, CDA&Vivalda, 2007, Galaad Edizioni 2013; LubrinaBramani Editore (2022)
- Rocklines. A geopetic journey across the Minett UNESCO Biosphere, con Robert Weis, Editions Phi (2022)

### Poesia e testi autografi
- Taivitii, I Dedalo, Clusone, (2006)
- Tremilachilomentri a mano, testi manoscritti di Davide Sapienza, foto di Andrea Aschedamini, Libri a Mano (2008)
- L'invisibile canto del silenzio, testi di Davide Sapienza, foto di Andrea Aschedamini, EDUCatt, Milano (2010)
- Le OroVie, testi manoscritti di Davide Sapienza, foto di Andrea Aschedamini, Lubrina Editore, Bergamo (2011)
- Il Durante Eterno Delle Cose, Feltrinelli Zoom Poesia (ebook) (2016)
- Le cours éternel des choses/Il durante eterno delle cose, edizione bilingue Francese-Italiano. Michikusha Publishing, Luxembourg  (2024)

### Saggistica e Biografie
- Renato Da Pozzo: Storie di Aria, di Spazio e di Luce, Ferrari Editrice, Bergamo, 1997. Autore. ISBN 88-86475-63-2
- Scrivere la natura, con Franco Michieli, Zanichelli (2012)
- La Via dei Silter. Camminare nello spazio, respirare nel tempo, con Franco Michieli, ERSAF (2014)
- La Valle Nel Virus, con Gessica Costanzo, Edizioni Underground (2020)

### Cura e Traduzione
- Lance Henson. Tra il buio e la luce (Selene Ed., Milano 1993)
- Peter Matthiessen. Nello spirito di Cavallo Pazzo (Frassinelli, 1994)
- John Trudell. Stickman. (Selene Edizioni, 1995). Traduzione.
- Barry Lopez. Sogni Artici. (BaldiniCastoldiDalai, 2006). Curatela.
- Jack London. Preparare un fuoco (Mattioli1885, 2007)
- Dick North. Il marinaio nella neve. Jack London nel grande nord. (CDA&Vivalda, 2007)
- Jack London. Rivoluzione (Mattioli1885, 2007)
- Barry Lopez. Resistance. (BaldiniCastoldiDalai, 2008). Cura e traduzione.
- Robert F.Scott. I Diari del Polo (Carte Scoperte, 2009)
- Jack London. Martin Eden (Oscar Mondadori, 2009). Curatela.
- Jack London. La Strada. Diari di un vagabondo (Castelvecchi, 2010)
- Jack London. John Barleycorn (Mattioli1885, 2010)
- Jack London. Cacciatore di Anime (Mattioli 1885, 2009)
- Fridtjof Nansen. La spedizione della Fram (Carte Scoperte, 2010)
- Jack London. Il richiamo della foresta (Feltrinelli, 2011)
- Fridtjof Nansen. Nel cuore della Groenlandia (Galaad Edizioni, 2011)
- Cormac Cullinan. I Diritti della Natura.Wild Law (Piano B editore, 2012)
- Edgar Allan Poe. Le avventure di Gordon Pym (Feltrinelli, 2013)
- Jack London. I Diari dell'Apocalisse (Piano B Edizioni, 2014)
- Jack London. Zanna Bianca (Feltrinelli, 2014)
- Jack London. L'Orribile Bruto (Transeuropa, 2014)
- Barry Lopez. Una geografia profonda (Galaad Edizioni, 2014). Cura e traduzione.
- Jack London. Il Vagabondo delle Stelle (Feltrinelli, 2015)
- Jack London. Il Richiamo della Foresta. Ill Maurizio Quarello (Orecchio Acerbo, 2016)
- Juan Carlos Kreimer. Bici Zen. Ciclismo urbano come meditazione (Utet De Agostini 2019)
- Jack London. Prima di Adamo (Il Margine, Erickson, 2021)
- Barry Lopez. Horizon (Black Coffee Edizioni, 2022). Cura e traduzione.
- Jack London. La forza dei forti (#logosedizioni, con illustrazioni di Roger Olmos, 2023)